# ジェイミー・レヴェリング
ジェイミー・レヴェリング（Jamie Leweling、2001年2月26日 - ）は、ドイツ・バイエルン州ニュルンベルク出身のサッカー選手。ブンデスリーガ・VfBシュトゥットガルト所属。ポジションはFW、MF。

## 経歴
2017年にSpVggグロイター・フュルトの下部組織へ入団し、2019年7月28日、2. ブンデスリーガのFCエルツゲビルゲ・アウエ戦でプロデビューを果たした。
2022年5月17日、ブンデスリーガに所属していた1.FCウニオン・ベルリンへ移籍した。
2023年7月13日、VfBシュトゥットガルトへ1シーズンのレンタル移籍が決定した。

## 代表経歴
2019年からドイツの世代別代表でプレーしている。
2024年10月5日、ムシアラの負傷によってドイツ代表に追加招集された。
2024年10月14日、UEFAネーションズリーグのオランダ戦で先発出場し、代表デビューを飾ると、デビュー戦で代表初ゴールを記録した。